# Roskilde Festival
A Roskilde Fesztivál (dánul Roskilde Festival) egy évente megrendezett zenei fesztivál a dániai Roskilde közelében, a várostól délre. Európa öt legnagyobb zenei fesztiváljának egyike (a Sziget Fesztivál, a Glastonbury Fesztivál, a Paléo Festival és a Rock Werchter mellett). 1971-ben alapította Mogens Sandfær, Jesper Switzer Møller (akkori nevén Magnussen) és Carl Fische. 1972-ben szervezését átvette a Roskilde Alapítvány, amely azóta is gondoskodik a rendezésről.
Ez volt Dánia első igazán zenei hangsúlyú fesztiválja. Eredetileg a hippiket célozta meg, de ma már főként Skandinávia és Európa többi részének átlagos fiataljai látogatják. A 2007-es fesztiválon több mint 180 együttes játszott, a 80 000 fizető vendég mellett 21 000 önkéntes, 5000 médiamunkás és 3000 művész vett részt, ami összesen csaknem 110 000 résztvevőt jelent.
A tárborhely hagyományosan június utolsó vasárnapján nyit, ami bőven hagy időt az elhelyezkedésre és a bemelegítésre. A fesztivál maga hivatalosan a következő csütörtökön kezdődik, és négy napig tart..
Az 1990-es évek közepéig főként skandináv részvevőket vonzott, de az elmúlt években egyre nemzetközibb lett, főként a németek, ausztrálok és britek nagy száma miatt. Skandináv alternatívaként a Midtfyns Festival maradt 2004-ig, amikor a csökkenő jegyeladások miatt bezárt.

## Fordítás
Ez a szócikk részben vagy egészben a Roskilde Festival című angol Wikipédia-szócikk ezen változatának fordításán alapul.  Az eredeti cikk szerkesztőit annak laptörténete sorolja fel. Ez a jelzés csupán a megfogalmazás eredetét és a szerzői jogokat jelzi, nem szolgál a cikkben szereplő információk forrásmegjelöléseként.